# Guy Bovet
Pour les articles homonymes, voir Bovet.
Guy Bovet, né le 22 mai 1942 à Thoune (Canton de Berne, Suisse) est un organiste et compositeur suisse.
Célèbre dans le milieu de l'orgue pour son combat pour la sauvegarde de l'« orgue historique » (œuvres d'inspirations grégoriennes comme les célèbres Tangos ecclesiasticos), il est toutefois plus largement connu du grand public pour ses musiques de film.

## Biographie
Guy Bovet fait des études musicales de piano avec Jeanne Bovet à Berne, puis d'orgue avec Marie Dufour à Lausanne, Pierre Segond à Genève et Marie-Claire Alain à Paris. Il est titulaire de la Collégiale de Neuchâtel de 1988 à 2009 et, durant plus de vingt ans, professeur d'orgue à la Haute école de la Musikakademie de Bâle (de). Il enseigne dans le cadre de cours et d’académies et est chargé de cours d'improvisation au Conservatoire « G.B. Martini » à Bologne (Italie). Dès ses premières années d’activité professionnelle, Guy Bovet s'investit pour la sauvegarde et la mise en valeur des orgues historiques. Il a réalisé un travail important de recensement des orgues coloniales au Mexique et au Brésil en collaboration avec l’UNESCO et de PRO HELVETIA. Secondé par son épouse Marisa, il a été la cheville ouvrière du sauvetage et de la restauration de l’orgue de la famille Alain, instrument de première importance dans l’histoire de la musique d’orgue de la première moitié du XXe siècle, qui est maintenant réinstallé dans un des bâtiments du complexe conventuel de Romainmôtier. Autorité reconnue en matière de restauration et de construction d’orgues, Guy Bovet fonctionne comme expert pour des projets dans le monde entier.
Son activité principale se situe cependant dans une féconde carrière de concertiste qui le conduit à un rythme soutenu de 50 à 60 concerts par an dans toutes les parties du monde où l’on joue de l’orgue : Europe, Asie, Australie, Amériques. Son répertoire couvre toutes les époques et tous les styles de musique. Durant les années 60 et 70, il a largement contribué à diffuser les pratiques historiques d’exécution à l’orgue et dans la musique de chambre, notamment par ses nombreuses collaborations avec la violoniste Chiara Bianchini.
Son œuvre de compositeur compte actuellement plus de 230 numéros d’opus, recouvrant tous les genres : musique symphonique, concertos avec orchestre, comédie musicale, opéra, musique de chambre, mélodies, musique pour instruments solistes parmi lesquelles l’orgue tient une place de choix. Mais la plus grande partie de son œuvre est consacrée à la musique de scène, en collaboration avec des metteurs en scène comme Apothéloz, Goretta, Hudecek, Joris, Karge, Langhoff, Lavelli, Mentha, Rochaix, Soutter, Tanner et Wod. Enfin, il est le rédacteur en chef de la revue suisse La Tribune de l'orgue et auteur de quelque 2000 articles sur différents sujets touchant à l'orgue.
Guy Bovet est lauréat de nombreux prix et distinctions nationales et internationales, parmi lesquelles des prix d’interprétation et de composition, des distinctions discographiques, la bourgeoisie d’honneur de la ville de Dallas au Texas et un doctorat honoris causa de l’Université de Neuchâtel. Il a été décoré par le gouvernement japonais pour ses activités pédagogiques et a obtenu en 2007 le prestigieux prix de l'Institut neuchâtelois. Guy Bovet est membre de jurys de nombreux concours internationaux. Il est cofondateur du Concours suisse de l’orgue et de l’Académie internationale de Romainmôtier. Il a été durant 12 ans à la tête de l’Association des organistes romands et préside la Fondation Jean Tanner à Neuchâtel. Guy Bovet vit actuellement à Neuchâtel. En 2000, un fonds Guy Bovet est créé à la Bibliothèque cantonale et universitaire de Lausanne.

## Œuvres
- Tangos ecclesiasticos
- James ou pas
- Jean-Luc persécuté

## Sources
- « Guy Bovet », sur la base de données des personnalités vaudoises sur la plateforme « Patrinum » de la Bibliothèque cantonale et universitaire de Lausanne.
- Alain Corbellari, Un homme-orchestre de l'orgue : Guy Bovet, in: Revue musicale de Suisse romande, 2008, n°2, p. 44-47